# Richard Jones (Politiker)
Richard Jones (* um 1534; † nach 1577) war ein walisischer Politiker, der zweimal als Abgeordneter für das House of Commons gewählt wurde.
Richard Jones war der zweite Sohn von Sir Thomas Jones und seiner zweiten Frau Mary, einer Tochter von James Berkeley aus Thornbury in Gloucestershire und Witwe von Thomas Perrot aus Haverfordwest. Damit war Sir John Perrot sein Halbbruder. 
Nachdem sein älterer Bruder Henry Jones bei der Parlamentswahl 1555 für Cardiganshire anstatt für Carmarthenshire für das House of Commons gewählt worden war, wurde Richard als Knight of the Shire für Carmarthenshire gewählt. Im Gegensatz zu Henry, der zum führenden Politiker von Südwestwales wurde, trat Richard nur wenig in Erscheinung. Vermutlich durch Einfluss von John Perrot blieb er auch während der Herrschaft der katholischen Maria I. Protestant. Er war vermutlich der Richard Jones, der 1555 kurz vor dessen Verbrennung Robert Ferrar, den abgesetzten protestantischen Bischof von St Davids, im Gefängnis in Carmarthen besuchte. Jones wurde 1559 als Knight of the Shire für Carmarthenshire für das erste Parlament unter Königin Elisabeth I. wiedergewählt. Im März des Jahres heiratete er Elizabeth, die Tochter und Erbin von Gruffydd Lloyd ap Gruffydd. Durch die Heirat erwarb er das Gut Cwmgwili bei Abergwili in Carmarthenshire. Im Parlament trat er nicht weiter in Erscheinung und wird nur 1577 während einer Gerichtsverhandlung noch einmal erwähnt.
Aus seiner ersten Ehe hatte er einen Sohn und zwei Töchter. In zweiter Ehe heiratete er Marged, eine Tochter von Rhys ap William ap Thomas Goch. Mit ihr hatte er einen Sohn.